# النجه
النجه، روستایی از توابع بخش مرکزی شهرستان اسدآباد در استان همدان ایران است. النجه جزء غربی‌ترین روستاهای استان همدان و در نزدیکی استان کرمانشاه قرار دارد که اهالی آن به زبان ترکی و لری سخن می‌گویند.

## جمعیت
این روستا در دهستان دربندرود قرار دارد و براساس سرشماری مرکز آمار ایران در سال ۱۳۹۵، جمعیت آن ۱۱۷ نفر (۴۱خانوار) بوده است.